# Annabergspets
Annabergspets är ursprungligen en spets från staden Annaberg-Buchholz i Erzgebirge i Tyskland. Produktionen startade omkring år 1550 på initiativ av Barbara Uthmann. Spetstillverkningen var en stor succé, och inom kort var 900 knypplerskor anställda hos Barbara Uttman. Annabergspetsarna hade ett gott rykte över hela Europa. Idag är namnet en gemensam beteckning för alla spetsar från byarna i Erzgebirgetrakten.